# Посполітак Корній Сидорович
Корній Сидорович Посполитак (11 вересня 1916, Грабівці — 14 грудня 1979, Полтава) — український радянський скульптор і живописець; член Спілки радянських художників України з 1965 року. Батько скульптора Миколи Посполітака.

## Біографія
Народився 29 серпня [11 вересня] 1916 року в селі Грабівцях (нині Жмеринський район Вінницької області, Україна). Протягом 1932—1933 років навчався у Київському художньому технікумі; у 1940—1941 роках — в Алма-Атинському художньому училищі. Учасник німецько-радянської війни.
З 1948 року мешкав у Полтаві, де протягом 1951—1957 років працював художником в обласному театрі ляльок; у 1957—1976 роках — в обласному товаристві художників і художньо-виробничих майстернях Жив у будинку на вулиці Фрунзе, № 86, квартира № 36. Помер у Полтаві 14 грудня 1979 року.

## Творчість
У ранній період творчості, крім оформлення вистав, створював олійні пейзажі. З 1953 року працював у галузі станкової, переважно портретної скульптури в стилі соцреалізму, виконав значну кількість композицій і пам'ятників, пов'язаних з подіями німецько-радянської війни; створював образи робітників та селян. Серед робіт:
живопис
- «Ліс восени» (1946);
- «Моя хата по війні» (1947);
- «Дощ. Дуби горбанівські» (1952);
- «На узліссі» (1953);
- «Біла альтанка» (1957);
- «Ранок» (1975).

Автор  килима «Еней на морі» (1951); ілюстрацій до творів «Переяславська рада» Натана Рибака, «Хіба ревуть воли, як ясла повні?» й «Голодна воля» Панаса Мирного (усі — 1953). Оформив вистави— «Пан Коцький», «Попелюшка», «Срібне копитце» (усі — 1950-ті).
станкова скульптура
- «Друг птахів» (1954, гіпс);
- «За книжкою» (1956, гіпс);
- «Український танок» (1957, гіпс);
- «Микола Гоголь» (1959);
- «С. Сапіга — учасник підпілля в Полтаві» (1960, гіпс);
- «Максим Горький і Антон Макаренко» (1961, гіпс);
- «Автопортрет» (1962, мармур);
- «Захисник Бреста» (1963, вапняк)
- «Максим Кривоніс» (1963);
- «Іван Котляревський» (1964, цемент);
- «Звільнення» (1964—1965, гіпс);
- «Воїн з автоматом» (1966);
- «Будьоннівець» (1967, вапняк);
- «Тарас Шевченко» (1967, вапняк);
- «Максим Кривоніс» (1967, оргскло).
- «Героям революції» (1968, цемент);
- «Матрос Балтики» (1971, гіпс);
- «Богдан Хмельницький» (1972, оргскло);
- «Десантник» (1973, вапняк).

монументальні роботи
- пам'ятник Леоніду Глібову в селі Веселому Подолі (1957, бетон);
- пам'ятник Івану Котляревському в селі Горошиному (1964, бетон);
- пам'ятник Тарасу Шевченкові в селі Микільському (1967, бетон);
- пам'ятник «Нескореним полтавчанам» у Полтаві (1967, граніт, архітектор Віталій Пасічний, співавтори Любов Жуковська, Дмитро Сова).

|                           |                                |                             |                        |
| Пам'ятник Леоніду Глібову | Пам'ятник Івану Котляревському | Пам'ятник Тарасу Шевченкові | Нескореним полтавчанам |

Брав участь у мистецьких виставках у Полтаві з 1948 року, Москві з 1951 року, Києві з 1963 року, Велико Тирново у 1976 році. Персональна виставка відбулася в Полтаві у 1976 році.
Окремі роботи митця зберігаються в Полтавських художньому та краєзнавчому музеях, Літературно-меморіальному музеї Івана Котляревського та Літературно-меморіальному музеї Панаса Мирного в Полтаві, Кременчуцькому краєзнавчому музеї, Педагогічно-меморіальному музеї Антона Макаренка у Кременчуці.